# Славяне в Греции (книга)
Славяне в Греции (нем. Die Slaven in Griechenland) — специализированное лингвистическое исследование русско-немецкого лингвиста Макса Фасмера.
Книга была опубликована на немецком языке в 1941 году в нацистской Германии. Она была перепечатана в Лейпциге в 1970 году.